# Житије Стефана Дечанског
„Житије Стефана Дечанског“ је хагиографија из 15. века коју је написао Григорије Цамблак, бугарски монах и игуман манастира Високи Дечани у време деспота Стефана Лазаревића. То је целовита биографија — својом радњом обухвата читав живот Стефана, сина краља Милутина. Цамблак настоји да обликује лик јунака према моделу свеца-мученика, односно према исихастичком моделу.

### Житије Стефана Дечанског
По својим књижевним особинама ово дело спада у зрео период српске књижевне биографије, а посебно је значајно због, за нашу стару књижевност специфичног, споја — дескриптивног, осећајног и типског. 

## Историјски контекст настанка
Владавина Деспота Стефана Лазаревића, просвећеног и готово ренесансног владара сматра се последњом српском обновом пред коначни пад под турску власт, падом тврђаве у Смедереву 1452. Владар који је и сам био песник, организовао је широку културну реформу. Та реформа се ослањала пре свега на ревизије старих превода грчких списа, подстицање писања литургијске химнике и житија — али и на стварање нешто слободнијег лирског осећаја у словима, натписима и похвалама. Стубови носиоци реформе Деспота Стефана Лазаревића били су Константин Филозоф и Григорије Цамблак.
Цамблаково је настојање да овим житијем насталим између 1402. и 1406. године измири мученичку судбину једног свеца (светог Стефана Дечанског) са „главним одговорним“ за природу те судбине, такође светим (Милутином), његовим оцем. Ова политичка нота старе српске књижевности од њених најранијих корена трансформише житије у биографију владара.

## Радња житија
Идејно, основна је намера писца овог житија да упркос родоскврном злочину у немањићкој лози, настави традицију слављења њене светости. Стефана Дечанског отац ослепљује и оставља на путу. Ту га проналази Отац Николај, који представља неку врсту визије. Он му доноси очи које су духовне и које треба да буду пандан телесним очима које је изгубио. Стефан даље одлази у тамницу у Цариград, где се показује као мудар, снажне вере и саосећајан. Исти отац доноси му у тамници, на длану његове зенице. Због његове духовне чврстине у трпљењу на византијском двору стиче подршку да се врати у Србију, и да постане владар, монах и на крају, светац.